# Брощен
Брощен (на румънски: Broșteni) е село в южна Румъния, окръг Яломица. Населението му е около 1500 души (2011).
Разположено е на 52 метра надморска височина в Долнодунавската низина, на 51 километра западно от Слобозия и на 57 километра северозападно от центъра на Букурещ. Селището се споменава за пръв път през 1608 година, а по-късно е част от поземлено владение, което в средата на XIX век е собственост на гръцкия търговец и филантроп Евангелос Запас.

## Известни личности
Починали в Брощен
- Евангелос Запас (1800 – 1865), търговец и филантроп